# Jozias van Aartsen
Jozias Johannes van Aartsen (Den Haag, 25 december 1947) is een Nederlands bestuurder en voormalig politicus voor de VVD. Tussen 2008 en 2017 was hij burgemeester van Den Haag.
Eerder was hij onder meer minister van Buitenlandse Zaken. Zijn meest recente functie was die van waarnemend burgemeester van Amsterdam in de periode 2017-2018.

## Achtergrond
De ouders van Van Aartsen behoorden tot de Gereformeerde Kerken in Hersteld Verband. Deze kerken voegden zich in 1946 bij de Nederlandse Hervormde Kerk. Zijn vader Jan van Aartsen was minister en later commissaris van de Koningin voor de ARP.
Na het behalen van het diploma gymnasium-A op het Christelijk Gymnasium Sorghvliet studeerde Van Aartsen enige tijd rechten aan de Vrije Universiteit te Amsterdam. Van 1970 tot 1974 was hij medewerker van de Tweede Kamerfractie van de VVD. Vervolgens was hij tot 1979 directeur van de Teldersstichting, het wetenschappelijk bureau van de VVD.
In 1979 trad hij in dienst bij het ministerie van Binnenlandse Zaken. Hij was tot 1983 hoofd van het bureau secretaris-generaal, tot 1985 plaatsvervangend secretaris-generaal en tot 1994 secretaris-generaal. Hij was vanaf juli 1994 voorzitter van het beraad van het College van Secretarissen-Generaal. Voorts was Van Aartsen commissaris van de NV RCC, commissaris van de NV SDU, bestuurslid van Het Expertise Centrum, voorzitter van het bestuur Jeugdtheatercentrum Stella, lid van de redactie van Liberaal Reveil en voorzitter van het bestuur van het Nederlands Instituut voor Kunsteducatie (LOKV).

## Landelijke politiek

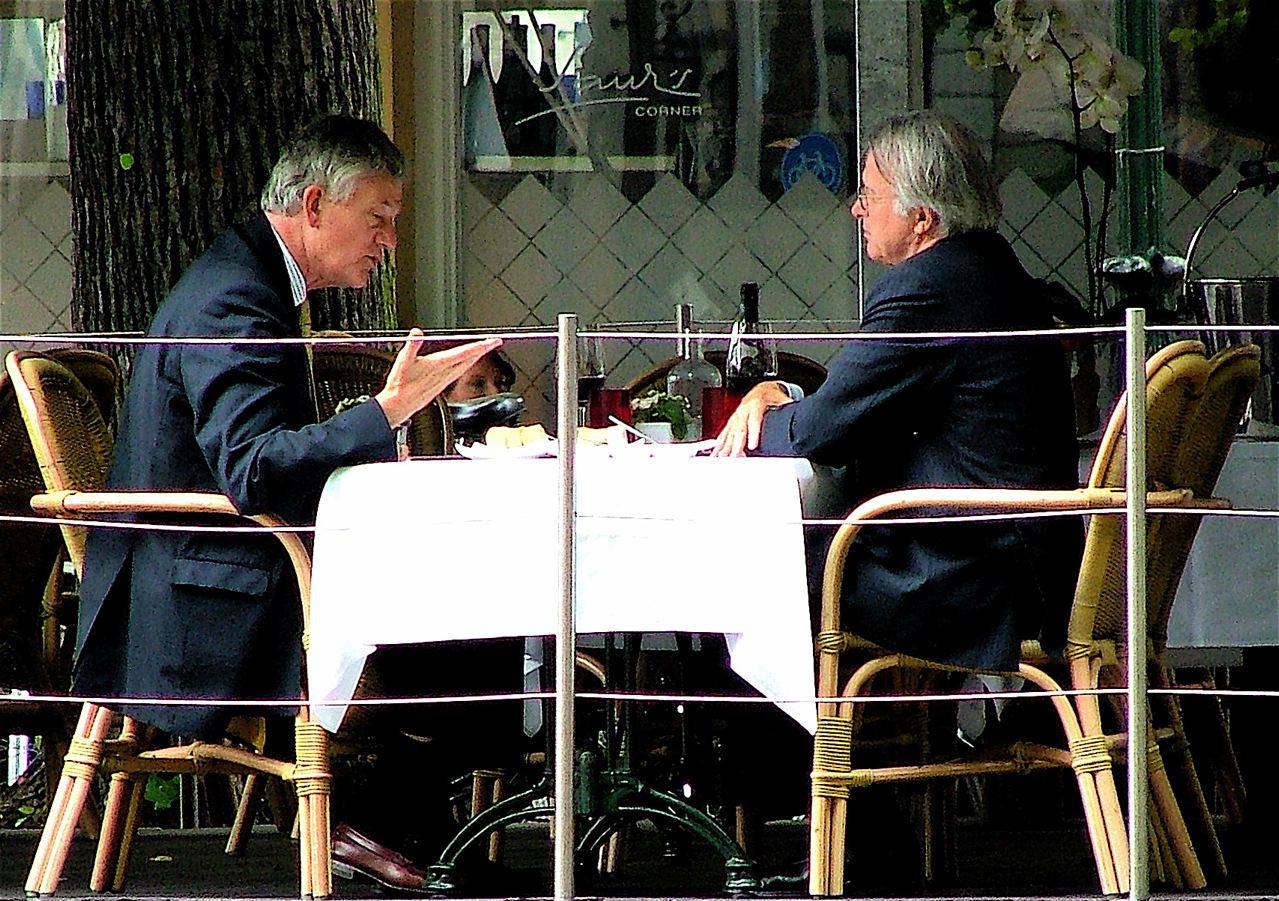
Van Aartsen (rechts) in gesprek met Antony Burgmans van Unilever

Van Aartsen was vanaf 22 augustus 1994 minister van Landbouw, Natuurbeheer en Visserij in het kabinet-Kok I. Op 3 augustus 1998 werd hij benoemd tot minister van Buitenlandse Zaken in het kabinet-Kok II. Deze functie vervulde hij tot 22 juli 2002.
Vanaf 23 mei 2002 was hij Tweede Kamerlid voor de VVD. In mei 2003 werd hij als fractievoorzitter gekozen, als opvolger van Gerrit Zalm. Op 14 december 2003 werd Van Aartsen door de parlementaire pers verkozen tot beste politicus van 2003. Op 8 maart 2006 maakte hij zijn aftreden als fractievoorzitter bekend, met als motivatie het onvoldoende resultaat (minder dan 14%) dat de VVD daags tevoren bij de gemeenteraadsverkiezingen had behaald. Hij behield zijn zetel in de Tweede Kamer. Fractiegenoot Willibrord van Beek volgde hem tijdelijk op.
Op 1 april 2004 werd Van Aartsen door een auto aangereden, waarbij het om een aanslag zou gaan. De dader is tot tbs veroordeeld maar onduidelijk is of het een politiek motief betrof. Het ongeval leidde tot een hernieuwde discussie over de vraag hoe politici beveiligd moeten worden. Van Aartsen bleef bij het incident ongedeerd.
Van Aartsen liet op 21 augustus 2006 per brief weten niet beschikbaar te zijn voor een plaats op de VVD-kandidatenlijst bij de Tweede Kamerverkiezingen 2006. Hij werd opgevolgd door Mark Rutte, na een intern referendum.
Hij schreef na zijn vertrek als fractievoorzitter in maart 2006 met verbijstering de gebeurtenissen te hebben gevolgd die tot een kabinetscrisis hebben geleid. Als belangrijke reden voor zijn komende vertrek gaf hij aan moeite te hebben met het zich te schikken in een terughoudende rol.
Hij vond verder dat er wijzigingen nodig zijn in het staatkundig bestel om de positie van het parlement te versterken. In het verleden heeft Van Aartsen zich enkele malen uitgesproken voor herinvoering van een districtenstelsel. In de VVD zijn velen daar tegenstander van.

## Den Haag

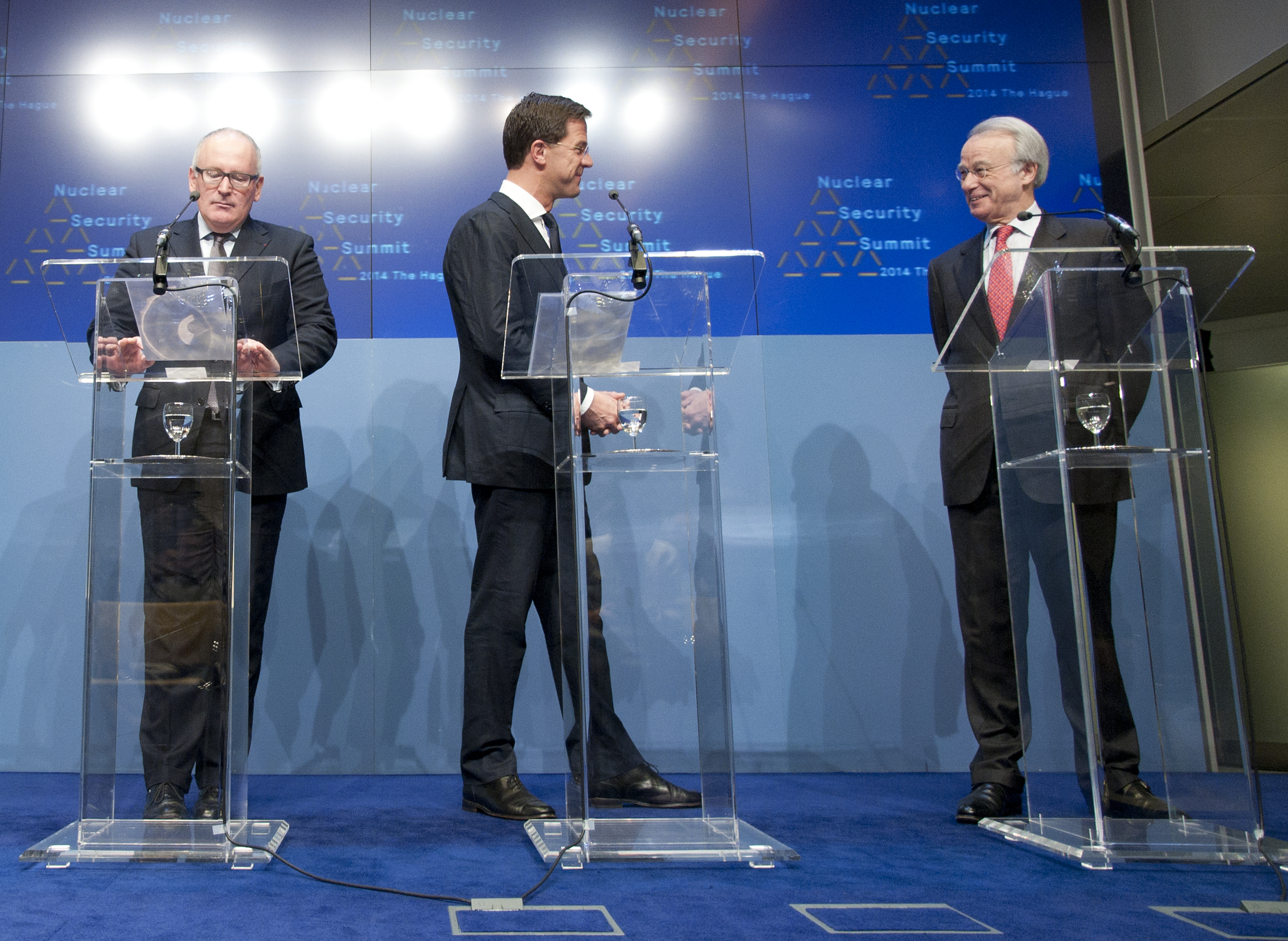
Frans Timmermans, Mark Rutte en Jozias van Aartsen in 2013

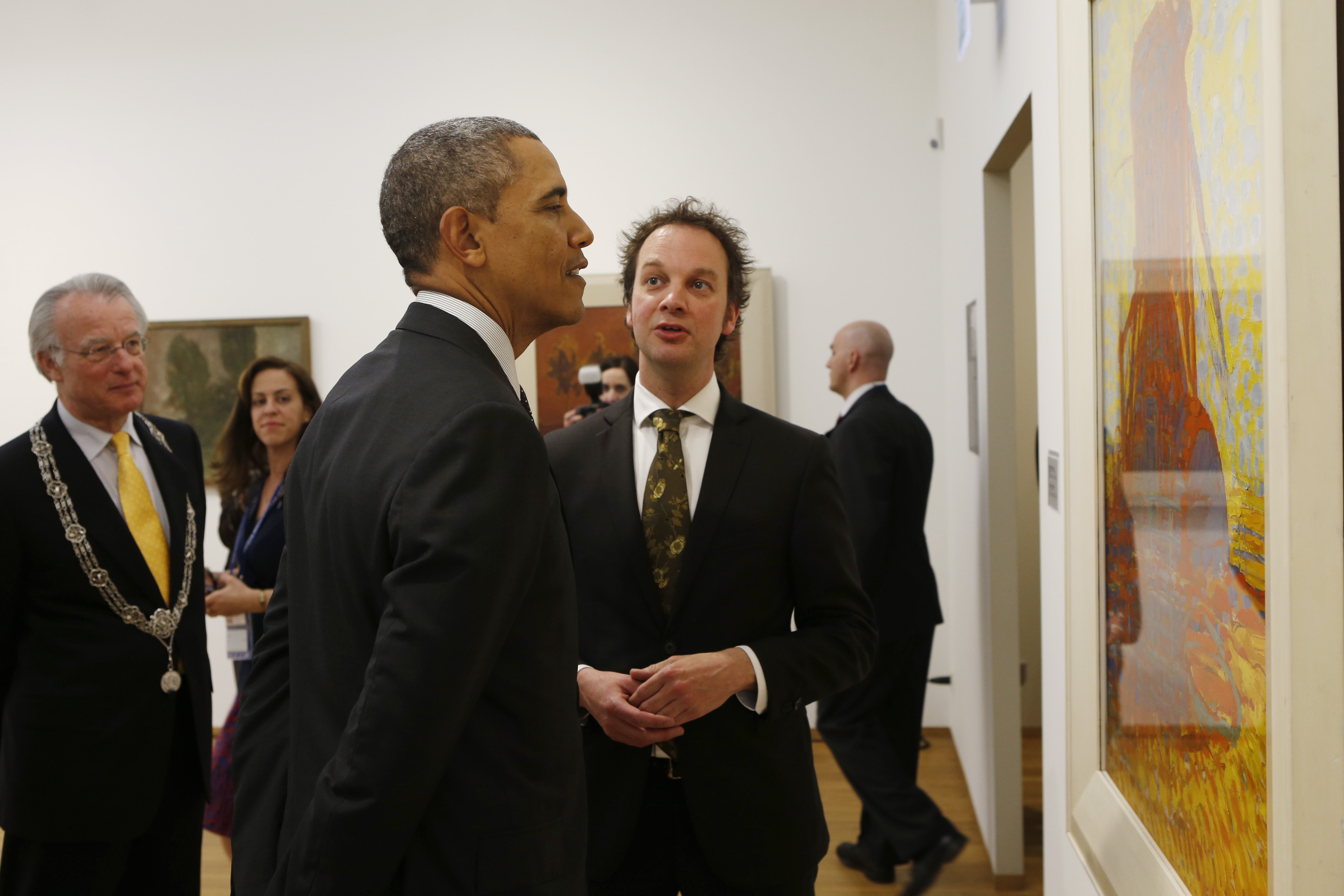
Van Aartsen achter Barack Obama in het Gemeentemuseum Den Haag in 2014

Na een kort intermezzo als EU-coördinator voor energie, zette Van Aartsen zijn loopbaan voort op het lokale niveau. Hij werd in januari 2008 door de gemeenteraad van Den Haag voorgedragen als nieuwe burgemeester. Hij volgde Wim Deetman op, die op 1 januari dat jaar opstapte om lid te worden van de Raad van State. Op 15 februari werd hij benoemd door het kabinet, en op 27 maart 2008 ging zijn burgemeesterschap in.
In december 2013 werd Van Aartsen op voordracht van de Haagse gemeenteraad bij koninklijk besluit opnieuw voor een ambtsperiode van zes jaar benoemd, ingaande op 27 maart 2014.
In juli 2014 kreeg Van Aartsen vanuit diverse hoeken kritiek op zijn optreden en uitspraken nadat in de media berichten waren verschenen dat diens woordvoerder over een pro-Palestijnse demonstratie van Islamitische Staat naar aanleiding van Gaza-conflict in de Schilderswijk (Den Haag) - waarbij er opgeroepen werd om Joden te vermoorden - desgevraagd had gezegd: 'Ik heb geen signalen over gekregen' (dat er grenzen zijn overschreden). De gemeente Den Haag liet daarop weten dat er niet gezegd werd dat er 'geen morele grenzen overschreden' waren. Na aanhoudende onrust en berichtgeving over (tegen)demonstraties in de media besloot Van Aartsen in augustus om alle demonstraties in de Schilderswijk gedurende twee maanden te verbieden.
Van Aartsen heeft per 1 maart 2017 het ambt neergelegd als burgemeester van Den Haag. Als reden voor zijn vertrek gaf aan hij dat zijn opvolger dan voldoende tijd heeft om zich in te werken voordat er in 2018 gemeenteraadsverkiezingen zijn.

## Commissaris van de Koning in Drenthe
Van 19 april tot november 2017 was Van Aartsen waarnemend commissaris van de Koning in de provincie Drenthe, als opvolger van Jacques Tichelaar, die aftrad na een integriteitskwestie. Op 1 december 2017 heeft Jetta Klijnsma hem opgevolgd.

## Waarnemend burgemeester in Amsterdam
Van 4 december 2017 tot 12 juli 2018 was Van Aartsen waarnemend burgemeester van de gemeente Amsterdam.
Op 27 juni 2018 heeft de gemeenteraad van Amsterdam besloten Femke Halsema (GroenLinks) als zijn opvolger voor te dragen. Halsema werd op 12 juli 2018 beëdigd en geïnstalleerd.

## Internationaal
Hij is een van de grondleggers van The Hague Institute for Global Justice, een internationale denktank, opgericht in 2011. Van Aartsen was voorzitter van het tijdelijke bestuur van dit instituut en is momenteel lid van de adviesgroep.
In het voorjaar van 2019 was hij een van de ondertekenaars - bekende oud-politici (premiers, ministers) van landen van de Europese Unie - van een open brief aan hun huidige opvolgers, waarin deze hun zorgen uiten over het eenzijdig pro-Israëlische beleid van de Amerikaanse regering-Trump. Deze zou de tweestatenoplossing en het Internationaal recht kennelijk hebben losgelaten. Zij pleiten ervoor dat de EU pal staat voor het internationale recht en de tweestatenoplossing volgens de Oslo-akkoorden en aan de VS en Israël laat weten - nog voor de inmiddels lang verwachte presentatie van Trumps vredesplan ("the Deal of the Century") dat het conflict tussen Israëliërs en Palestijnen zou moeten oplossen - dat de EU desnoods haar eigen weg zal volgen.

## Onderscheidingen
- Ridder in de Orde van de Nederlandse Leeuw - 29 april 1994
- Officier in de Orde van Oranje-Nassau - 10 december 2002
- Grootkruis in Orde van Isabella de Katholieke (Spanje)

## Privé
Van Aartsen is getrouwd en heeft drie kinderen. Zijn grootouders van vaderszijde waren de in Middelburg geboren Jozias Johannes van Aartsen (1871-1959), (hoofd)onderwijzer, hoofd van een school en zoon van een schoenmaker en naar wie hij werd vernoemd, en de in Goes geboren Anna Catharina Ramondt (1867-1942), dochter van een zadelmaker.